# Bukowiński Państwowy Uniwersytet Medyczny
Bukowiński Państwowy Uniwersytet Medyczny (ukr.: Буковинський державний медичний університет) – ukraińska uczelnia.

## Historia
Poprzednikiem uczelni był Instytut Przemysłowo-Medyczny (Київський виробничо-медичний інститут), utworzony w 1931 roku w Kijowie. W 1936 roku został on przemianowany na II Kijowski Państwowy Instytut Medyczny (2-й Київський державний медичний інститут). W czasie II wojny światowej Instytut został ewakuowany do Charkowa i tymczasowo funkcjonował razem z I Kijowskim Instytutem Medycznym. W 1944 roku, ze względu na zniszczenia wojenne Kijowa podjęto decyzję o przeniesieniu Instytutu do Czerniowców, które miały lepiej zachowaną infrastrukturę, która pozwalała na szybsze wznowienie działalności uczelni. Uczelnia zmieniła wówczas nazwę na Czerniowiecki Państwowy Instytut Medyczny (Чернівецький державний медичний інститут). W 1997 przemianowano ją na Bukowińską Państwową Akademię Medyczną (Буковинська державна медична академія), a w 2005 nadano status uniwersytetu i obecną nazwę.  

## Jednostki
W ramach uczelni funkcjonują następujące jednostki:
- Koledż Pielęgniarstwa i Farmacji
- Wydział Medyczny I (dla obywateli Ukrainy)
- Wydział Medyczny II (dla obywateli Ukrainy i cudzoziemców)
- Wydział Medyczny III (studia podyplomowe)